# Metamysidopsis elongata
Metamysidopsis elongata är en kräftdjursart som först beskrevs av Edward Morell Holmes 1900.  Metamysidopsis elongata ingår i släktet Metamysidopsis och familjen Mysidae. Inga underarter finns listade i Catalogue of Life.